# بيني ويدمور
بينيلوب "بيني" ويدمور هي شخصية خيالية في المسلسل التلفزيوني لوست. فقد تم تقديم بيني في الحلقة الأخيرة من الموسم الثاني كالحبيبة الغائبة منذ فترة طويلة لديزموند هيوم وكذلك ابنة الملياردير البريطاني تشارلز ويدمور. بدلاً من كونها مجرد شخصية متكررة باستمرار في المسلسل، فإنها قدمت مشاركة ملحوظة في الحلقة النهائية الموسم الثالث من المسلسل، بما في ذلك حلقات "نعيش معا ونموت وحيدين"  "عبر الزجاج المكسور" و ليس هناك مكان مثل المنزل". العلاقة بين بيني و [[ديزموند هيوم|ديزموند
كانت محبوبة جداً من قبل النقاد والجماهير على حد سواء. وقد أشاد المعلقون مثل أولئك المعلقون من مجلة انترتينمنت ويكلي أثناء كتابة قصة عنهما.